# Grenze zwischen Kambodscha und Thailand

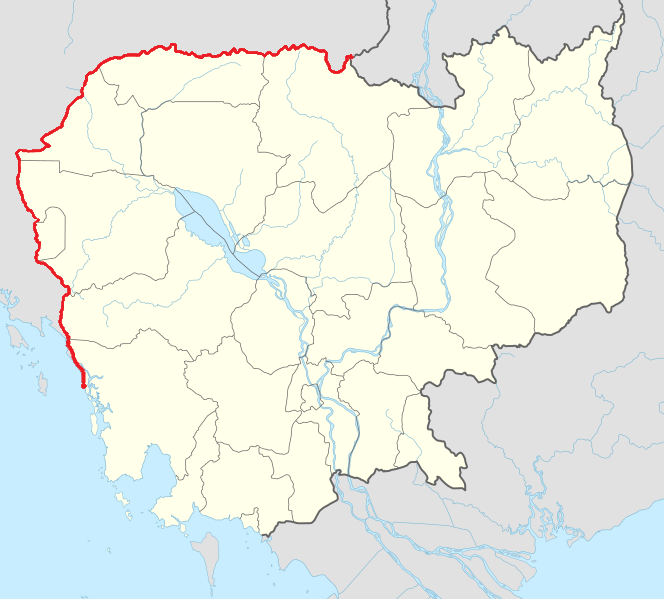
Grenze zwischen Kambodscha und Thailand

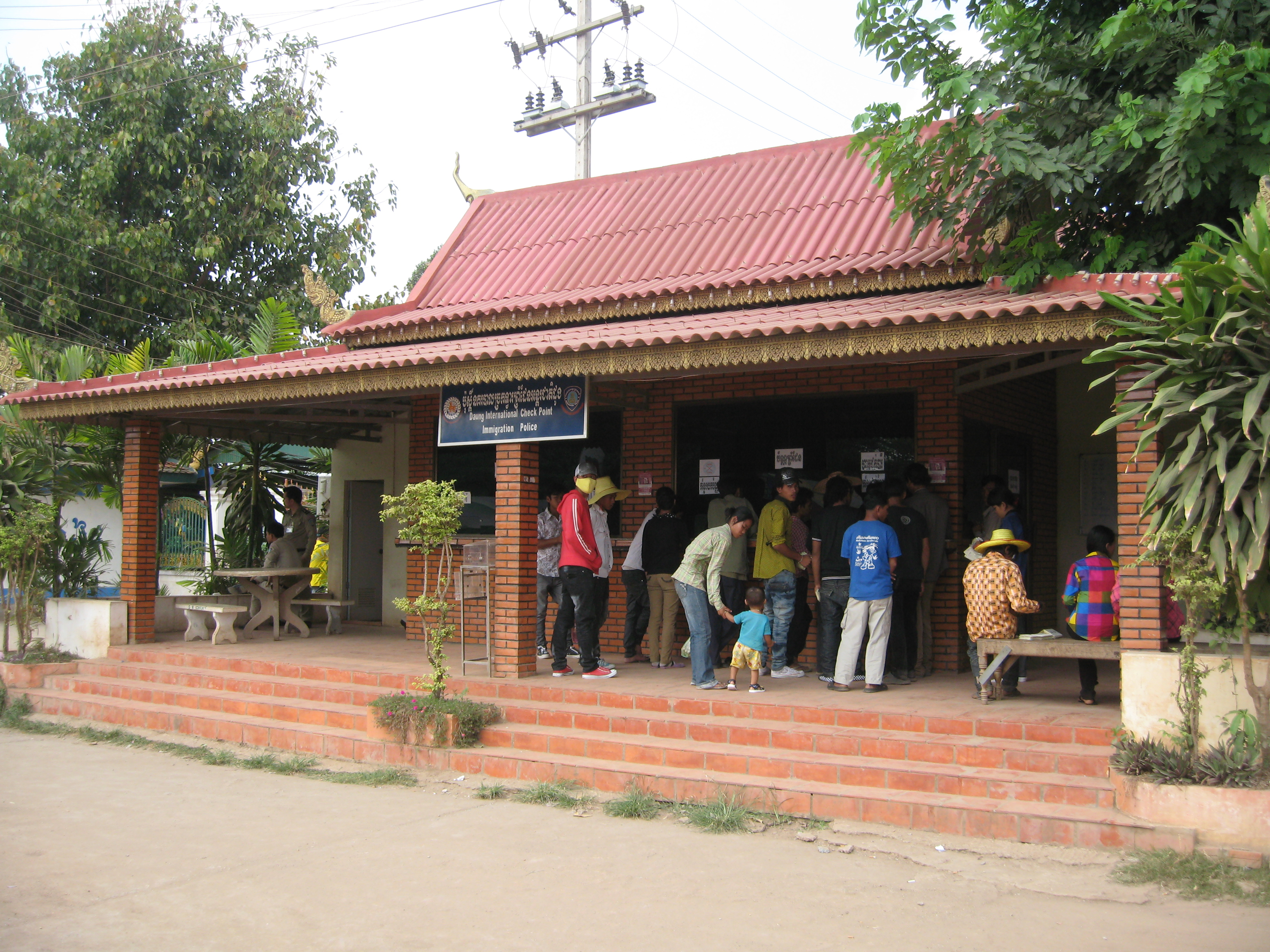
Daung International Check Point

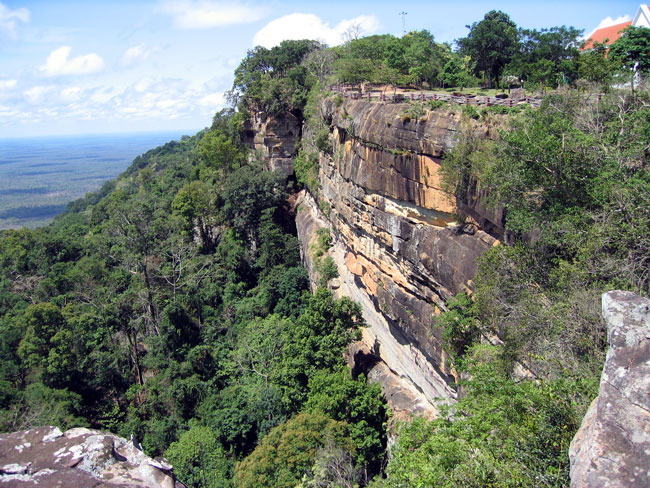
Die Grenze fällt von Thailand nach Kambodscha stark ab. Das tieferliegende Gebiet liegt in Kambodscha.

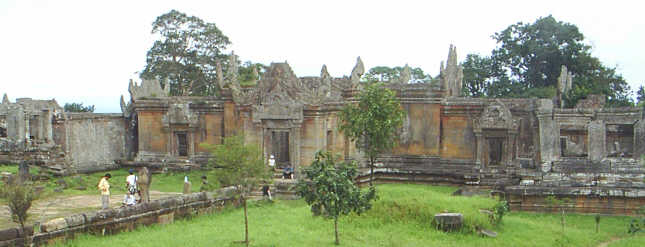
Die Tempelanlage Prasat Preah Vihear ist bis heute zwischen den Ländern umstritten.

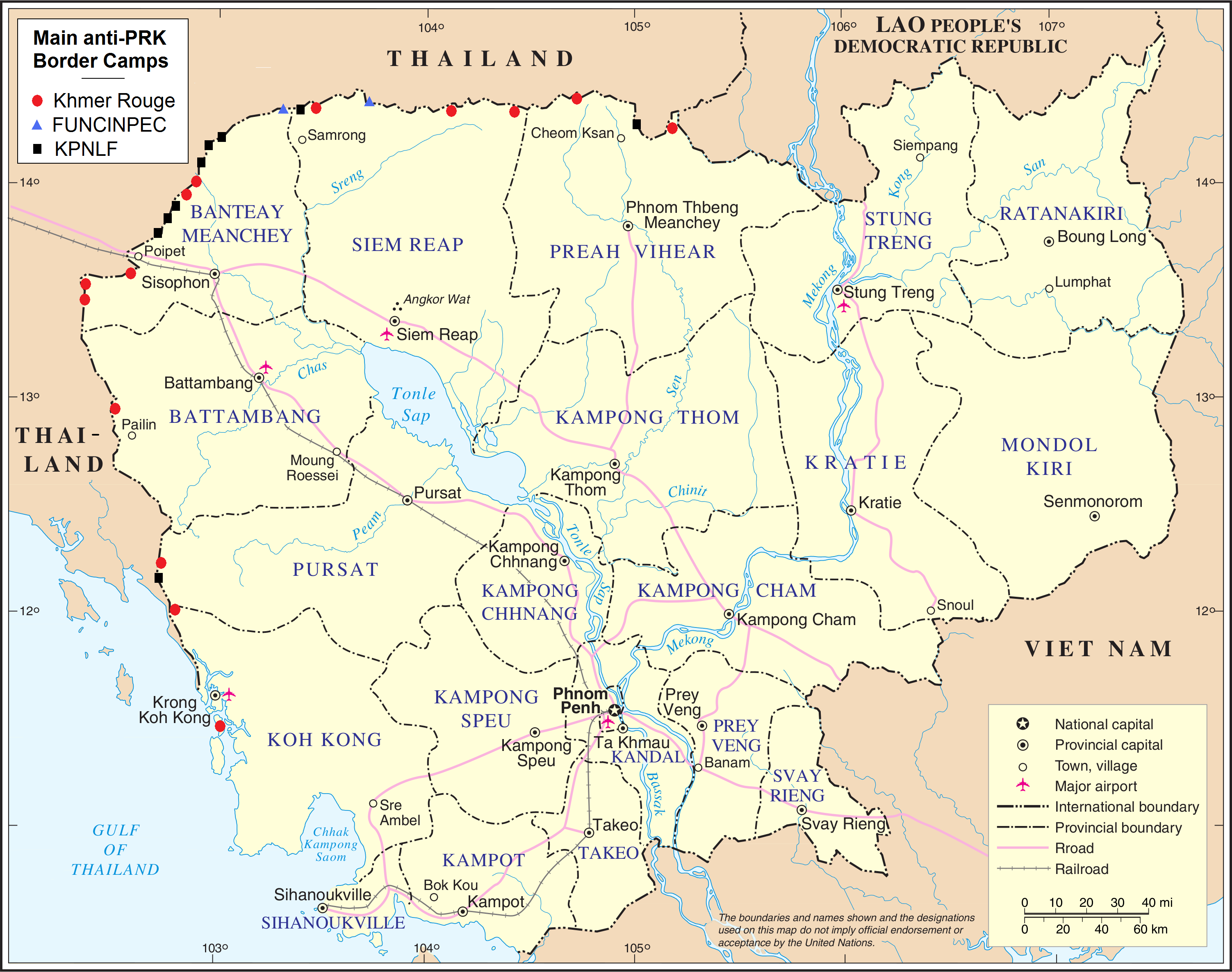
Karte der Stützpunkte kambodschanischer Rebellen entlang der Grenze um 1984

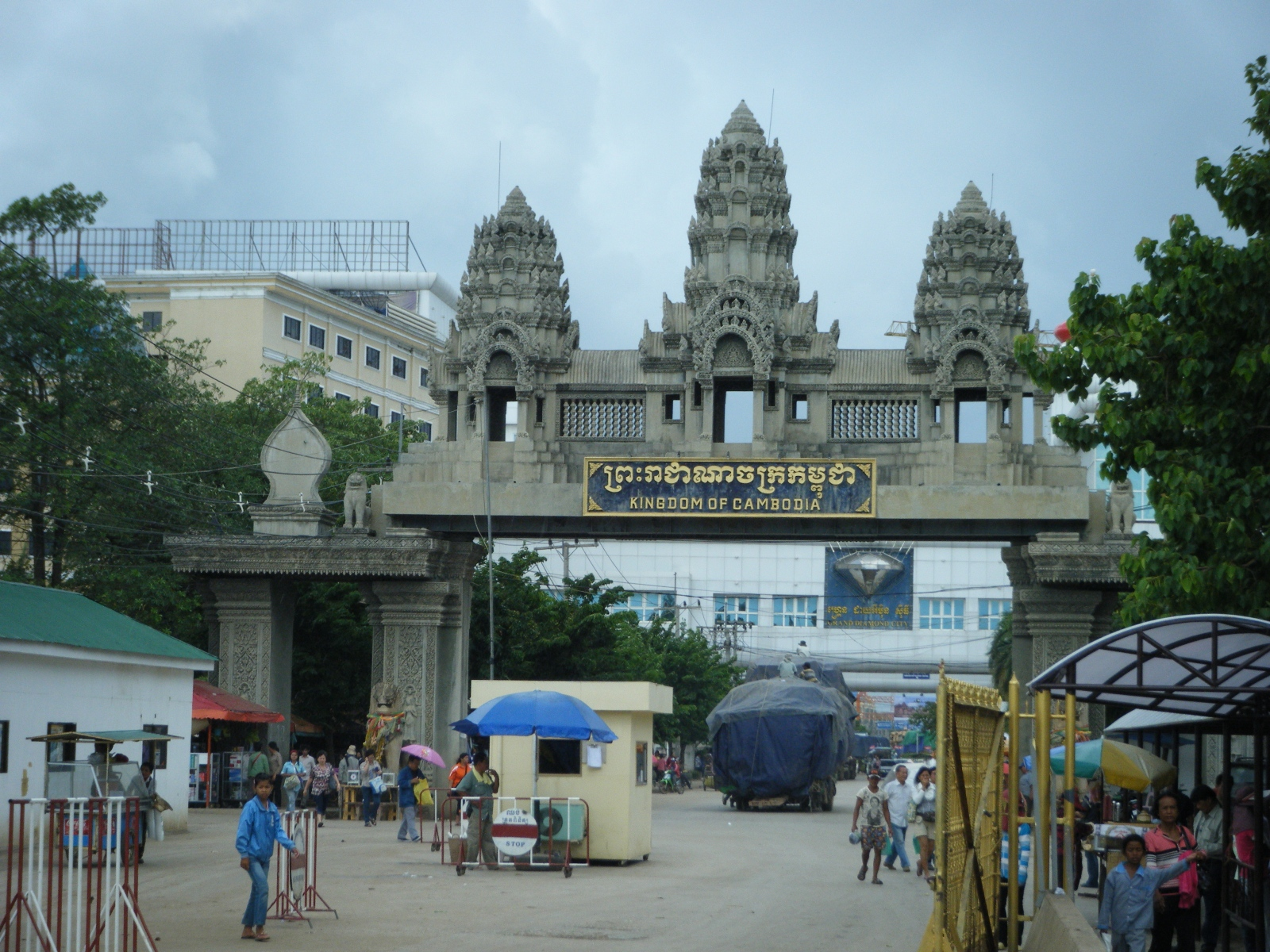
จุดผ่านแดนถาวรบ้านคลองลึก Ständiger Grenzkontrollpunkt Ban Khlong Luek 2010

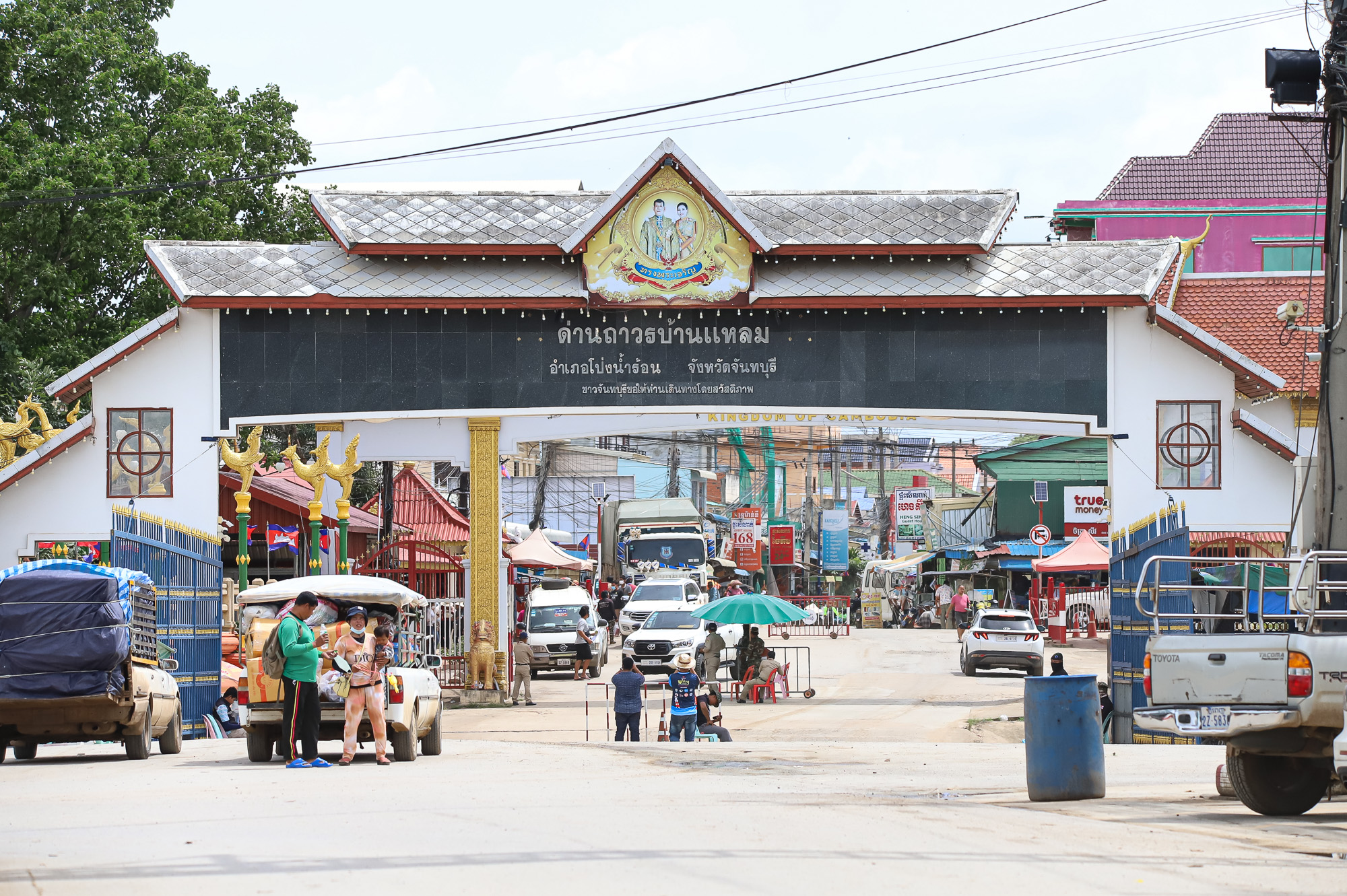
จุดผ่านแดนถาวรบ้านแหลม Ban Laem Permanenter Grenzkontrollpunkt 2022

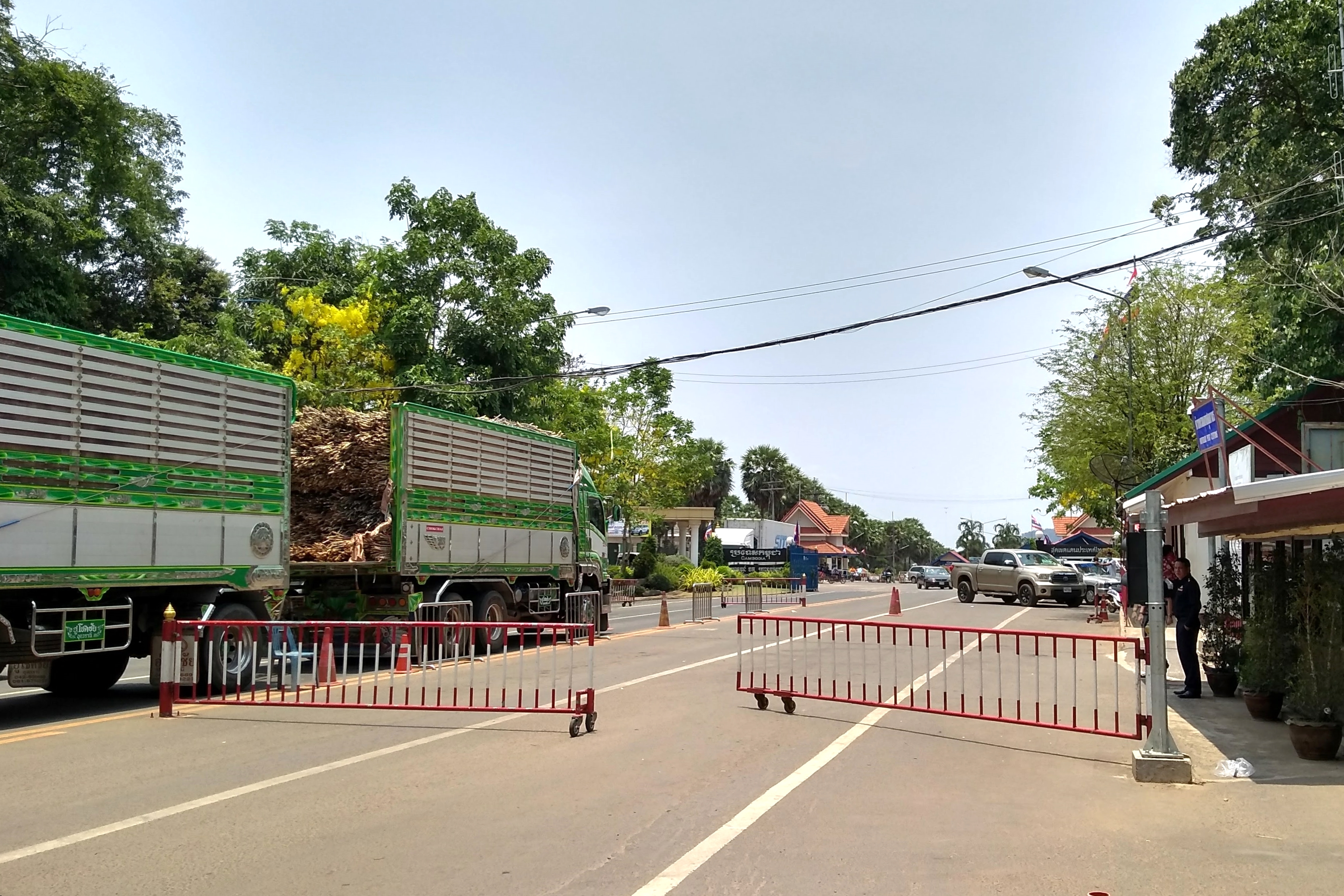
จุดผ่านแดนถาวรช่องจอม Ständiger Grenzkontrollpunkt Chong Chom 2018

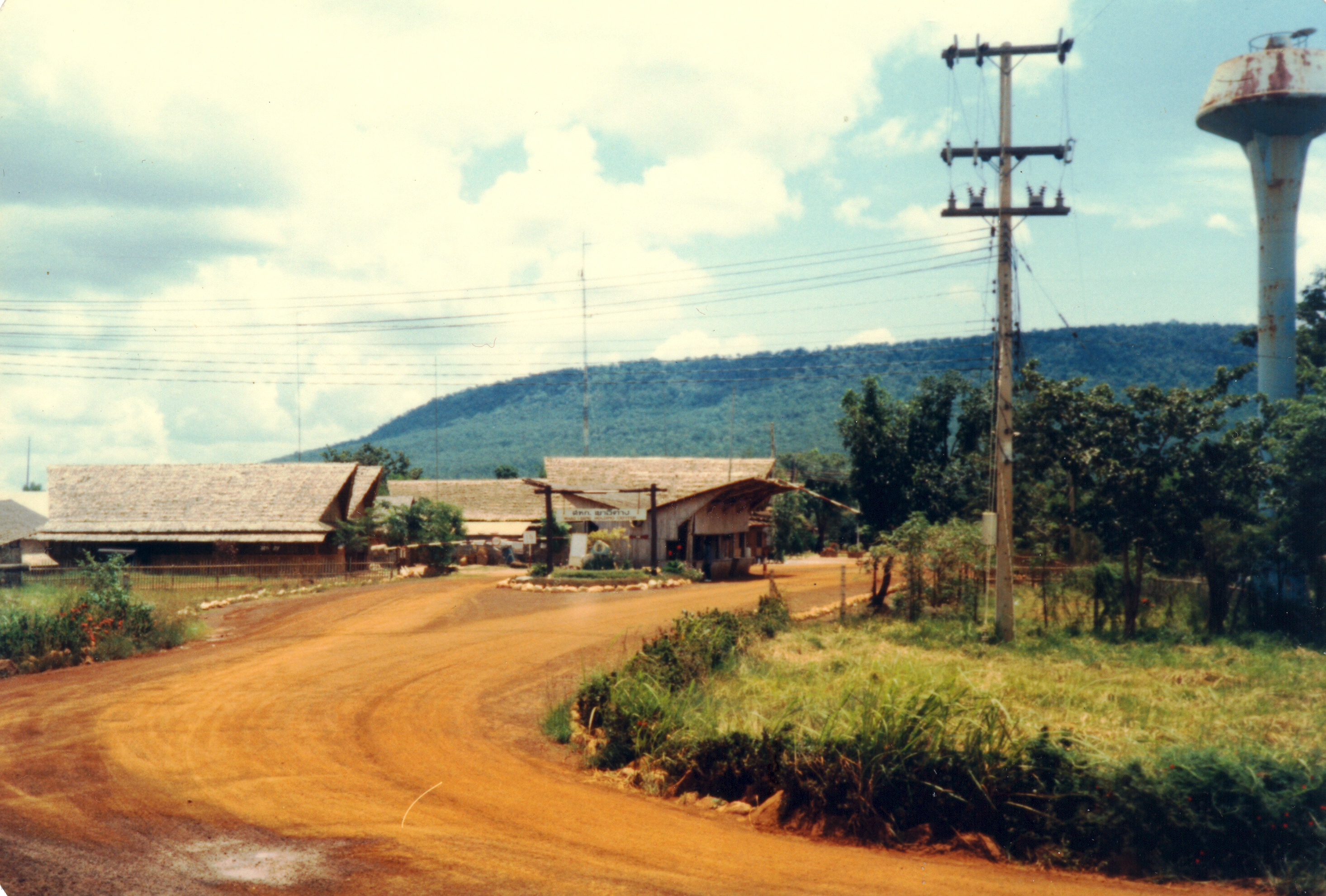
Eingang zu เขาอีด่าง. Khau I Daang war eines der groẞen Flüchtlingslager an der Grenze. 1980 beherbergte das Lager 160.000 Menschen.

Die Grenze zwischen Kambodscha und Thailand (Thai: ชายแดนไทย–กัมพูชา chai dän thai gampucha) ist eine 798 Kilometer bzw. nach anderen Angaben 817 Kilometer lange Staatsgrenze in Südostasien. Sie trennt das Staatsgebiet des Königreichs Thailand im Nordwesten von jenem des Königreichs Kambodscha im Südosten und erstreckt sich vom Dreiländereck Thailand, Laos und Kambodscha bis zum Golf von Thailand. Die heutige Grenze entstand aufgrund von Verträgen zwischen der Kolonialmacht Frankreich und dem damaligen Königreich Siam 1907. Die Grenze ist in ihrer genauen Festlegung bis heute zwischen den Ländern umstritten.

## Verlauf
Die Grenze beginnt im Dreiländereck zwischen Thailand, Laos und Kambodscha am Preah Chambot und folgt dem Gebirgskamm des Dongrek-Gebirges in Ost-West-Richtung. Am westlichen Ende des Gebirges biegt die Grenze nach Süden ab. Teilweise bilden Kämme des Kardamom-Gebirges und Flüsse den Grenzverlauf. Am Golf von Thailand führt die Grenze an der Küste in einem schmalen Grenzstreifen bis zum kambodschanischen Koh Kong.

## Geschichte
Lange war der genaue Verlauf der Grenze zwischen den verschiedenen Khmer-Reichen und den thailändischen Königreichen nicht klar definiert und markiert. Erst mit der Schaffung der Kolonie Französisch-Indochina durch Frankreich wurden Verhandlungen über die genaue Grenzziehung mit Siam aufgenommen. 1860 waren die heutigen kambodschanischen Provinzen Battambang und Siem Reap Teil des Königreiches Siam, galten aber als historisches Gebiet der Khmer. Ein 1867 unterzeichneter Vertrag bestätigte die Zugehörigkeit des heutigen nordwestlichen Kambodscha zu Siam. Doch durch die Kanonenbootpolitik von Frankreich und der Kolonialmacht England war Thailand gezwungen, Gebiete an die Kolonialmächte abzugeben. So wurden die laotischen Königreiche und das Königreich Kambodscha als Protektionsgebiete von Frankreich wiederhergestellt. 1904 annektierte Frankreich die Provinzen Battambang und Siem Reap im Namen des kambodschanischen Königs. 1907 trat Frankreich dafür Gebiete um Chanthaburi und Trat an das Königreich Siam ab. 1907 wurde die Grenze in einem Vertrag zwischen Siam und Frankreich in ihrer heutigen Form grob festgelegt. 1940 eroberte Thailand die 1904 und 1907 verlorengegangene Gebiete während des Zweiten Weltkriegs zurück, musste sie aber 1946 auf internationalem Druck an Frankreich abtreten.
Von 1940 bis 1998 wurden große Teile des Grenzgebietes von verschiedenen kambodschanischen Rebellengruppen kontrolliert. Seit 1979 bestanden auf thailändischer Seite riesige Flüchtlingslager unter der Kontrolle verschiedener Rote-Khmer-Fraktionen. Um die Rebellen am Vordringen von der thailändischen Seite der Grenze zu hindern, errichtete die Regierung in Phnom Penh Sperranlagen entlang der Grenze und verminte große Teile der Grenze.
Nach der Unabhängigkeit Kambodschas von Frankreich 1953 kam es Ende der 1950er Jahre zu militärischen Auseinandersetzungen um die Tempelanlage Prasat Preah Vihear. Der Internationale Gerichtshof entschied 1962 im Sinne von Kambodscha und bestätigte die Zugehörigkeit der Tempelanlage zum Land. 
Siehe auch Grenzkonflikt zwischen Kambodscha und Thailand
Nachdem die Kambodschanische Straßenverbindung (Route 55)  durch die Kardamom-Berge zwischen Pursat und dem ehemaligen Rote Khmer Stützpunkt Thmor Dar (Andere Schreibweise Thma Da) mit chinesischer Hilfe fertiggestellt wurde stellt sich die Frage eines neuen internationalen Grenzübergangs zwischen Trat und Pursat. Die Road 55 erlaubt eine schnelle Verbindung zwischen Trat und Phnom Penh und wurde von China mit 100 Millionen Dollar finanziert. Stand 2023 scheiterte das Projekt an verschiedenen Problemen wie der Grenzsicherheit.

## Grenzübergänge

### Öffentliche Grenzübergänge
Es gibt sieben öffentliche Grenzübergänge zwischen den beiden Ländern. An diesen Grenzkontrollpunkten können Visa On Arrival ausgestellt werden, sie sind für den internationalen Tourismus nutzbar. Daneben gibt es weitere Grenzübergänge, die aber nur für Warenabfertigung und im Rahmen eines kleinen Grenzverkehrs genutzt werden können.
| Nr. | Kambodscha | Kambodscha                                                | Thailand                    | Thailand                                                                      | Thailand        | Bemerkungen |
| Nr. | Straße     | Übergang                                                  | Straße                      | Übergang                                                                      | Öffnungszeiten  | Bemerkungen |
| --- | ---------- | --------------------------------------------------------- | --------------------------- | ----------------------------------------------------------------------------- | --------------- | --- |
| 1   | 66         | Choam จวม, Anlong Veng, Oddar Meanchey ឧត្ដរមានជ័យ           | 2201                        | Chong Sa Ngam ช่องสะงำ, Amphoe Phu Sing อำเภอภูสิงห์, Sisaket ศรีสะเกษ             | 07.00–20.00 Uhr | Wenig öffentlicher Nahverkehr zum Grenzübergang. Das Grab von Pol Pot befindet sich in der Nähe des Grenzübergangs. Ehemaliger Grenzübergang der Rote Khmer nach Anlong Veng. Der offizielle Name lautet จุดผ่านแดนถาวรช่องสะงำ (Englisch: Chong Sa-Ngam Permanent Border Checkpoint). |
| 2   | 68         | O Smach โอร์เสม็ด, Samraong ក្រុងសំរោង, Oddar Meanchey ឧត្ដរមានជ័យ | 214                         | Chong Chom ชอ่งจอม, Amphoe Kap Choeng อำเภอกาบเชิง, Surin สุรินทร์                 | 06.00–22.00 Uhr | Guter Nahverkehr von Surin. Busverbindungen nach Siem Reap. Der offizielle Name lautet จุดผ่านแดนถาวรช่องจอม (Englisch: Chong Chom Permanent Border Crossing). |
| 3   | 5          | Poipet ปอยเปต ក្រុងប៉ោយប៉ែត, Banteay Meanchey បន្ទាយមានជយ          | 33                          | Ban Klong Luek บ้านคลองลึก, Amphoe Aranyaprathet อำเภออรัญประเทศ, Sa Kaeo สระแก้ว | 06.00–22.00 Uhr | Hier verläuft die Bahnverbindung zwischen den Ländern. Die Thai-Regierung empfiehlt erhöhte Vorsicht oder Meidung des Grenzübergangs. Der offizielle Name lautet จุดผ่านแดนถาวรบ้านคลองลึก (Englisch: Ban Khlong Luek Permanent Border Checkpoint) |
| 4   | 57B        | Phnom Dei, บ้านพนมได Sampov Lun ស្រុកសំពៅលូន, Battambang បាត់ដំបង  | 4058                        | Ban Khao Din บ้านเขาดิน, Amphoe Khlong Hat, อำเภอ คลองหาด, Sa Kaeo สระแก้ว       | 06.00–22.00 Uhr | Der offizielle Namen lautet จุดผ่านแดนถาวรบ้านเขาดิน (Englisch: Ban Khao Din Border Checkpoint) |
| 5   | 4033       | Daung, บ้านตวง Kamrieng ស្រុកកំរៀង, Battambang បាត់ដំបង           | 4033                        | Ban Laem บ้านแหลม, Amphoe Pong Nam Ron อำเภอโป่งน้ำร้อน, Chanthaburi จันทบุรี        | 06.00–22.00 Uhr | Auf der Thai-Seite befindet sich ein groẞer Markt. Der offizielle Namen lautet จุดผ่านแดนถาวรบ้านแหลม (Englisch: Ban Laem Permanent Border Checkpoint) |
| 6   | 57         | Phsar Prum บ้านปรม, Sala Krau សាលាក្រៅ, Pailin ប៉ៃលិន             | Khlong Yai-Mueang Prum Road | Ban Phak Kad บ้านผกักาด, Amphoe Pong Nam Ron อำเภอโป่งน้ำร้อน, Chanthaburi จันทบุรี   | 06.00–22.00 Uhr | Der Grenzübergang ist zirka 1 Stunde von Chanthaburi und zirka 2 Stunden von Ko Chang entfernt. Der Grenzübergang stand bis 1996 unter der Kontrolle der Roten Khmer. Er blieb aufgrund der Win-Win-Politik von Hun Sen für die Provinz Pailin erhalten. Die Vereinbarung der Regierung mit Ieng Sary sah einen eigenen Grenzübergang für die ehemaligen Roten-Khmer-Kämpfer vor. Der offizielle Namen lautet จุดผ่านแดนถาวรบ้านผักกาด (Englisch: Ban Phak Kad Permanent Border Checkpoint) |
| 7   | 48         | Cham Yeam, จามเยยีม Mondol Seima ស្រុកមណ្ឌលសីមា, Koh Kong កោះកុង   | 3                           | Ban Hat Lek บ้านหาดเลก, Amphoe Khlong Yai อำเภอคลองใหญ่, Trat ตราด              | 06.00–22.00 Uhr | Der Grenzübergang befindet sich am Ende der Sukhumwit Road, die in Bangkok beginnt. Der offizielle Namen lautet จุดผ่านแดนถาวรบ้านหาดเล็ก (Englisch: Ban Hat Lek Permanent Border Checkpoint) |

### Grenzübergänge für Warenverkehr und kleinen Grenzverkehr
| Nr. | Kambodscha         | Kambodscha                                                           | Thailand                   | Thailand                                                                         | Thailand                                | Bemerkungen |
| Nr. | Straße             | Übergang                                                             | Straße                     | Übergang                                                                         | Öffnungszeiten                          | Bemerkungen |
| --- | ------------------ | -------------------------------------------------------------------- | -------------------------- | -------------------------------------------------------------------------------- | --------------------------------------- | --- |
| 1   | 2626               | Aan Ses บ้านสะเตียลกวาง Preah Vihear (ព្រះវិហារ)                           | 4102                       | Aan Mah ชอ่งอานม้า, Amphoe Nam Yuen (อำเภอน้ำยืน) Ubon Ratchathani (อุบลราชธานี)       | 09.00–15.00 Uhr, dienstags, donnerstags | Der offizielle Namen lautet จุดผ่อนปรนการค้าช่องอานม้า, was man mit Handelsentlastungspunkt Chong Aan Maa übersetzen kann.                                                         |
| 2   | Zubringer 56       | Boeung Trakoun (บ้านบึงตะกวน), Banteay Meanchey, (បន្ទាយមានជយ)            | 3446                       | Ta Phraya (บ้านตาพระยา), Amphoe Ta Phraya (อำเภอ ตาพระยา), Sa Kaeo (สระแก้ว)       | 09.00–17.00 Uhr, täglich                | |
| 3   | 1208               | Malai (มาลย), Banteay Meanchey, (បន្ទាយមានជយ)                           | Zubringer 3383             | Nong Prue (บ้านหนองปรือ), Amphoe Aranyaprathet (อำเภออรัญประเทศ), Sa Kaeo (สระแก้ว)  | 09.00–17.00 Uhr, täglich                | Offizieller Name จุดผ่อนปรนบ้านหนองปรือ (Englisch: Ban Nong Prue Relief Point) |
| 4   | 578                | Phnom Praek (บ้านโอลาดวน), Phnom Praek (ស្រុកភ្នំព្រឹក), Battambang (បាត់ដំបង) | Zubringer 3405             | Sabtari (บ้านซับตารี) Amphoe Soi Dao (อำเภอสอยดาว) Chantburi (จันทบุรี)                | 06.00–18.00 Uhr, täglich                | Offizieller Name จุดผ่อนปรนบ้านซับตารี (Englisch: Ban Subtaree Relief Point) |
| 5   | Zubringer 59       | O Anlok (บ้านโอลั๊วะ), Phnom Praek (ស្រុកភ្នំព្រឹក), Battambang (បាត់ដំបង)       | 3424                       | Suan Som (บ้านสวนสม), Amphoe Soi Dao (อำเภอสอยดาว), Chantburi (จันทบุรี)             | 06.00–18.00 Uhr, täglich                | |
| 6   | Zubringer 59       | Sway Leng (บ้านสวายเลง), Kamrieng (ស្រុកកំរៀង) Battambang, (បាត់ដំបង)        | Zubringer 3193             | Bueng Chanang (บึงชนังล่าง), Amphoe Pong Nam Ron (อำเภอโป่งน้ำร้อน), Chantburi (จันทบุรี) | 06.00–18.00 Uhr, täglich                | Offizieller Name จุดผ่อนปรนบ้านบึงชนังล่าง (Englisch: Ban Bueng Chanang Relief Point)                                                                                               |
| 7   | Privat             | Chong Khap Samlout, (ស្រុកសំឡូត), Battambang, (បាត់ដំបង)                    | Privat                     | Chong Khap (บ้านหมนื่ด่าน), บ่อพลอย, Amphoe Bo Rai (อำเภอบ่อไร่), Trat (ตราด)           | 08.00–17.00 Uhr, täglich                | Grenzübergangsstelle für den Export von Lebensmitteln aus Kambodscha (LKW) |
| 8   | Trat 4026 / Privat | Border Gate No 400 Samlaut บ้านศาลเจา, Battambang, (បាត់ដំបង)            | Trat 4026 / Privat         | Chong Ban Mamuang (บ้านมะม่วง), นนทรีย์ Amphoe Bo Rai (อำเภอบ่อไร่), Trat (ตราด)       | 06.00–18.00 Uhr, täglich                | Offizieller Name International Border Gate No 400 |
| 9   | Privat             | Chong Sai Taku (บ้านจุ๊บโกกี) Oddar Meanchey (ឧត្ដរមានជ័យ)                  | Privat (Zubringer zur 224) | Chong Sai Taku (ชอ่งสายตะกู) Amphoe Ban Kruat (บ้านกรวด) Buriram (บุรีรัมย์)            | 08.00–15.00 Uhr, täglich                | Übergang zum Saitaku Resort Casino. Auf thailändischer Seite zuständig: Chong Sai Taku Operation Base (Ranger Battalion 2604) Die Grenze ist zwischen den Ländern umstritten. |